# Maison Lebrun (Huy)
Pour les articles homonymes, voir Maison Lebrun.
La maison Lebrun est un immeuble classé du centre historique de la ville belge de Huy (province de Liège).

## Situation
L'immeuble se situe à Huy, au no 8 de la rue l'Apleit, à une centaine de mètres de la rive droite de la Meuse. Deux autres immeubles de la rue situés aux nos 9 (la Tour Colombes) et 15 sont aussi repris sur la liste du patrimoine immobilier classé de Huy.

## Histoire
Cet immeuble a été construit au milieu du XVIe siècle.

## Description
La façade se compose de deux niveaux et demi et de cinq travées. Elle est entièrement réalisée en pierres calcaires équarries. Les dix baies des deux niveaux inférieurs (neuf baies vitrées et la porte d'entrée placée sur la travée de droite) sont surmontées de linteaux en accolade reposant à chaque extrémité sur de petites consoles sculptées en forme de têtes humaines. Certaines de ces figurines ont été restaurées. Les trois baies centrales de chaque niveau sont jointives. Deux petites baies carrées sont placées sous une corniche à corbeaux moulurés et une toiture d’ardoises. 
À gauche de la maison, une annexe d'un seul niveau en moellons de pierre calcaire non équarris pouvant dater du XVIIIe siècle possède aussi une baie avec un linteau en accolade imitant ceux du bâtiment principal.